# هالوآلکان

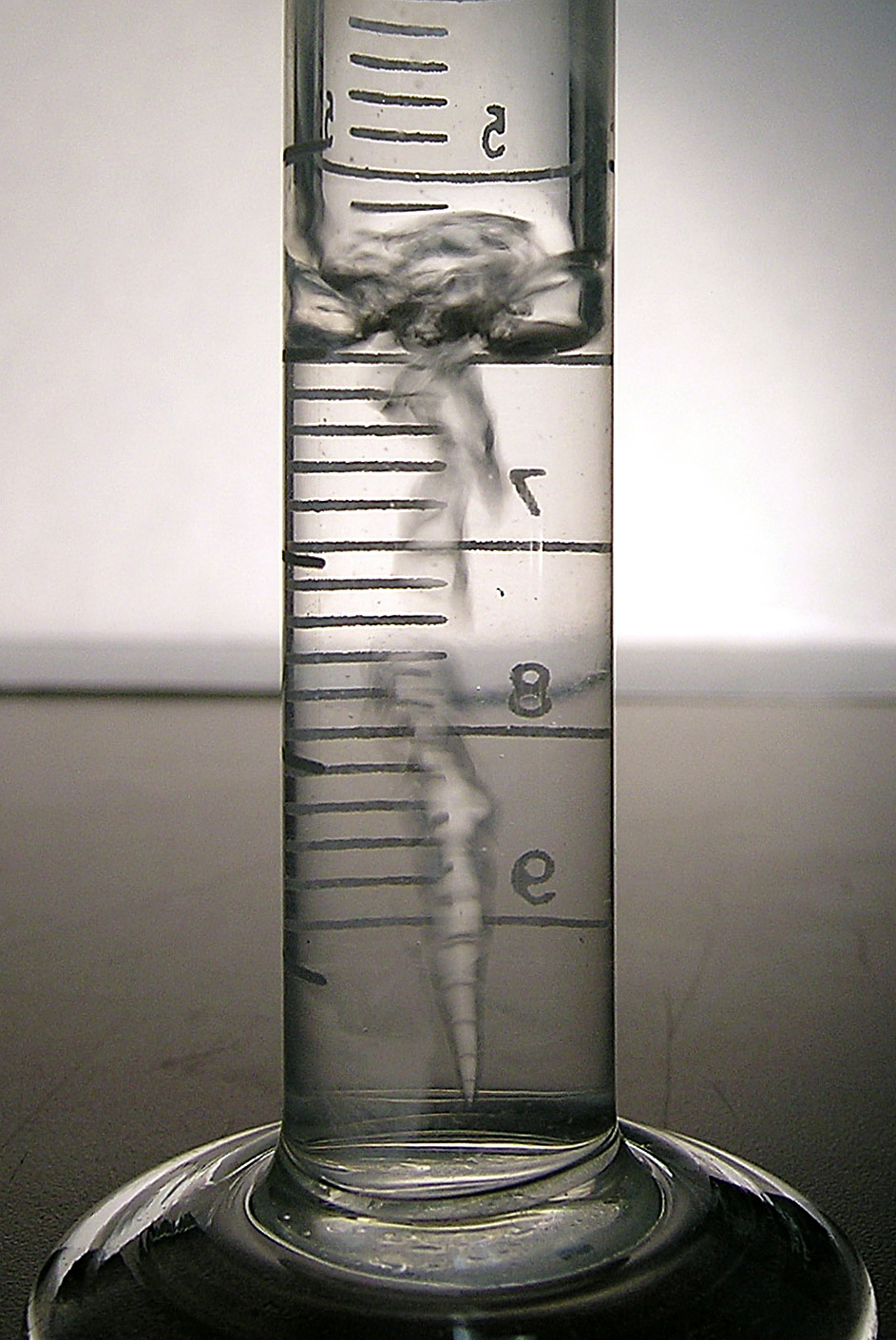
۱،۱،۱،۲-تترافلوئورواتان ماده‌ای بی‌رنگ است که در دمای زیر دمای اتاق می‌جوشد.این ماده نمونه‌ای از یک هالوآلکان است.

هالوآلکان(به انگلیسی: Haloalkane) که با نام‌های هالوژنوآلکان (halogenoalkane) و آلکیل هالید (alkyl halide) نیز شناخته می‌شوند، دسته‌ای از ترکیبات آلی هستند که از اتصال یک یا چند هالوژن به یک آلکان (گروه آلکیل) به وجود می‌آیند.

## ساختار مولکولی
هالوآلکان ها دسته‌ای از مواد آلی هستند که از مولکول‌هایی شامل اتمهای کربن، هیدروژن و هالوژن ساخته شده‌اند. در هالوآلکان‌ها، فراوانی اتم‌های کلر و برم بیش‌تر از اتم‌های فلوئور و ید است.

## نام‌گذاری
برای نام‌گذاری هالوآلکان‌ها، از پیشوند «هالو» قبل از نام آلکان استفاده می‌شود و شماره کربن حامل اتم هالوژن هم در ابتدا می‌آید. به طور مثال، «برمومتان» نام ترکیبی به فرمول CH3Br و «2-کلروپنتان» نام ترکیبی با فرمول C5H11Cl و ساختار CH3CHClCH2CH2CH3 است.

## خواص فیزیکی

### قطبیت و نیروهای بین مولکولی
اگر هالوژن در مولکول هالوآلکان را با نماد X نمایش دهیم؛ تنها پیوند کووالانسی قطبی در این مولکول‌ها، پیوند C-X است و هر چه از سمت فلوئور به ید برویم، با کاهش الکترونگاتیوی اتم هالوژن، میزان قطبیت پیوند هم کاهش می‌یابد. از طرفی باید این مطلب را هم در نظر داشته باشیم که با بزرگ شدن اندازه گروه آلکیل، قسمت غیرقطبی مولکول حجیم می‌شود. پس هالوآلکان‌ها را (بسته به نوع هالوژن و گروه آلکیل) می‌توان مولکول‌هایی قطبی تا کاملاً غیرقطبی در نظر گرفت.
نیروی بین مولکولی اصلی در هالوآلکان‌ها، نیروی پراکندگی لاندن است که در نواحی نزدیک به گروه عاملی (همان پیوند C-X) با نیروی دوقطبی-دوقطبی هم همراه است.

### نقطه ذوب و جوش
با افزایش ابعاد مولکول‌ها و در نتیجه آن، شدت گرفتن نیروهای لاندن، نقطه ذوب و جوش هالوآلکان‌ها افزایش می‌یابد. در مورد گروه‌های آلکیل یکسان، با بزرگ شدن و سنگین شدن اتم هالوژن، شاهد افزایش نقطه جوش هستیم. به طور مثال نقطه ذوب برموبوتان از برمواتان و نقطه جوش یدومتان از کلرومتان بیش‌تر است.
اگر تعداد اتم‌های هالوژن در یک مولکول افزایش یابد، منجر به افزایش نقطه ذوب و جوش می‌شود. مثلاً نقطه جوش دی‌برمومتان (CH2Br2) از برمومتان بیش‌تر است.
نقطه جوش هالوآلکان‌ها از نقطه جوش آلکان هم‌کربن بیش‌تر است (به دلیل جرم مولکولی بیش‌تر).

### انحلال‌پذیری
هالوآلکان‌ها به علت قطبیت کمی که دارند، در آب نامحلولند. این پدیده احتمالاً به دلیل ناتوانی در تشکیل پیوند هیدروژنی است. هالوآلکان‌ها در حلال‌های آلی معمولی مثل بنزن و اتر و کلروفرم (یک هالوآلکان با فرمول مولکولی CHCl3) حل می‌شوند.

### چگالی
ترکیب‌های کلروآلکان معمولاً چگالی کم‌تری از آب دارند. اما ترکیب‌های پلی‌کلرو و برمو و یدو از آب چگال‌تر هستند و حتی چگالی‌شان تا بیش از سه برابر آب هم می‌رسد.

## خواص شیمیایی

### تبدیل به الکل
هالوآلکان‌ها در واکنش با آب (به کندی) و در واکنش با بازها (با سرعت بیش‌تر) به الکل (R-OH) تبدیل می‌شوند. در این واکنش، هالوژن از آلکیل جدا شده و گروه هیدروکسیل (OH-) جای آن را می‌گیرد. این تبدیل که در دسته واکنش‌های جانشینی هسته‌دوستی آلیفاتیک قرار می‌گیرد؛ می‌تواند با دو سازوکار SN1 و SN2 پیش برود.

### تبدیل به آلکن
اگر هالوآلکان‌ها یک مولکول هیدروژن هالید (HX) از دست بدهند؛ به آلکنها تبدیل می‌شوند. این واکنش حذفی در محیط قلیایی و در اثر حرارت ملایم رخ می‌دهد. دو سازوکار E1 و E2 در این واکنش‌ها بسیار متداول هستند. در این واکنش‌ها علاوه بر اتم هالوژن، یک اتم هیدروژن از کربن مجاور کربن حامل هالوژن جدا می‌شود و بین دو اتم کربن، یک پیوند دوگانه ایجاد می‌گردد.

### تهیه واکنش‌گر گرینیارد
هالوآلکان‌ها با پودر منیزیم واکنش داده و واکنش‌گرهای گرینیارد با فرمول کلی RMgX را می‌سازند. نکته بسیار مهم در این سنتز، آن است که به هیچ وجه مواد اسیدی نباید در محیط واکنش حضور داشته باشند؛ وگرنه واکنش‌گر گرینیارد تولید نمی‌شود یا به محض تولید، با آن‌ها وارد واکنش می‌شود. معمولاً از اترهای خشک و آب‌گیری‌شده به عنوان حلال در این واکنش استفاده می‌کنند.